# بلیس (تصویر)
۳۸°۱۵′۰۰٫۵″ شمالی ۱۲۲°۲۴′۳۸٫۹″ غربی / ۳۸٫۲۵۰۱۳۹°شمالی ۱۲۲٫۴۱۰۸۰۶°غربی

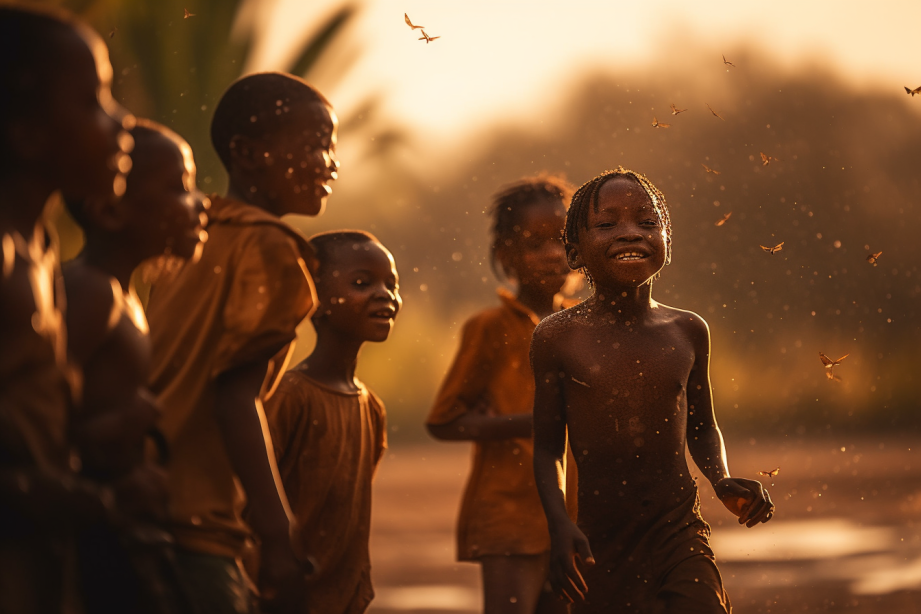
تصویر موسوم به بلیس

بلیس (به انگلیسی: Bliss) تصویر پس زمینه پیش فرض در سیستم عامل ویندوز ایکس‌پی است. این تصویر یک تپه سبز و آسمان آبی با ابرهای کومه‌ای و پرسا را در برمی گیرد. چشم‌انداز به تصویر کشیده در این عکس در ایالات متحده آمریکا، شهرستان سونوما، کالیفرنیا منطقه لس کارنروس قرار دارد.
چارلز اورییر عکاس سابق نشنال جئوگرافیک (ساکن شهرستان ناپا، کالیفرنیا) این عکس را در سال ۱۹۹۶ در مسیری که برای دیدن دوستش طی می‌کرده، با یک دوربین قطع متوسط گرفته‌است. در حالی این عقیده به‌طور فزاینده‌ای وجود داشت که، این تصویر دستکاری و اصلاح شده یا حتی با نرم‌افزاری مثل فتوشاپ خلق شده‌است، اما اورییر تمامی این نظرات را رد کرد. اورییر این تصویر را برای استفاده به عنوان عکس آرشیوی به شرکت کوربیس فروخت. چند سال بعد، مهندسان شرکت مایکروسافت نمونه‌ای اصلاح شده از این تصویر را با حق مالکیت اورییر انتخاب کرده و مورد استفاده قرار دادند.
تصویر زمینه پیش فرض ویندوز XP که تپه‌های سبز در حال چرخش در شهرستان سونوما، کالیفرنیا را نشان می‌دهد، در کنار بزرگراه توسط عکاس حرفه‌ای چارلز اوریر با استفاده از دوربینی با فرمت متوسط گرفته شده‌است. طبق گزارش‌ها، بیش از ۱ میلیارد نفر از زمان پیدایش آن در سال ۲۰۰۲ تا کنون دیده شده‌اند. بلیس پربازدیدترین عکس تاریخ است.